# 巴图湾水库
巴图湾水库是中国内蒙古自治区鄂尔多斯市乌审旗境内的一座水库，位于无定河上，建于1976年。水库正常库容为2270万立方米，集雨面积为300平方千米，海拔为1156米。